# Negra Vernaci
María Elizabeth Vernaci -más conocida como la Negra Vernaci- (Buenos Aires, 24 de septiembre de 1961) es una reconocida presentadora y locutora argentina. En 2022 cumplió 40 años de labor en la radiofonía Argentina, con ocho premios Martin Fierro, seis premios Éter, cinco premios Clarín y un premio Konex a la trayectoria.
Actualmente conduce La Negra Pop en radio La Pop 101.5, y es la voz institucional de radio Nacional, junto a Lalo Mir.

## Trayectoria
Egresó del Instituto CoSal como locutora en 1981.
Debutó en radio en 1982 en 9 PM, programa que condujo junto a Lalo Mir en Radio del Plata.
Entre sus trabajos más recordados en el medio radiofónico se encuentran En ayunas con Jorge Guinzburg en Radio del Plata, La venganza será terrible con Alejandro Dolina en Radio Continental y Tarde negra en Rock & Pop.
Llegó a la televisión en 1997 con Infómanas, ciclo que llevó adelante con Claudia Fontán en Telefe.
Entre sus trabajos más recordados en el medio televisivo se encuentran Todos al diván con Roberto Pettinato en Canal 9 (Buenos Aires), Peor es nada con Jorge Guinzburg en América TV y Tu cara me suena con Marley en Telefe.
En 2014 prestó su voz para una popular campaña publicitaria del centro comercial Alto Palermo.
En 2015 hasta mediados de 2018, tras alejarse de la Rock & Pop, estuvo al frente de Black & Toc en Radio Nacional.
Desde 2017 es parte de Pop Radio 101.5 conduciendo La Negra Pop uno de los programas de más audiencia de la éter argentina durante su horario llegando a 10,71 de cuota de audiencia.
Durante 2021 a 2023 condujo Sobredosis de TV junto a Juan di Natale en C5N.
La distingue su carácter en sus emisiones radiales.

### Televisión
| Año        | Título                                 | Rol                     | Canal              |
| ---------- | -------------------------------------- | ----------------------- | ------------------ |
| 1991       | Fuga de Cerebros                       | Coconductora            | ATC                |
| 1995–1996  | Cha Cha Cha                            | Participación especial  | América TV         |
| 1996 -1998 | La Venganza Será Terrible              | Staff                   | ATC                |
| 1997–1998  | Infómanas                              | Coconductora y Locutora | Telefe             |
| 1999       | Todos al diván                         | Coconductora y Locutora | Canal 9            |
| 2001       | Peor es nada                           | Coconductora y Locutora | América TV         |
| 2006       | Soy tu fan                             | Cora Kleiman            | Canal 9            |
| 2006       | Argentinos por su nombre               | Voz en off              | Canal Trece        |
| 2010       | Fuera de libreto                       | Conductora              | Canal (á)          |
| 2011       | Sr. y Sra. Camas                       | Locutora de radio       | TV Pública Digital |
| 2011       | Recordando el show de Alejandro Molina | Rebecca Tatcher         | Canal Encuentro    |
| 2013       | Tu cara me suena                       | Jurado                  | Telefe             |
| 2014       | Tu cara me suena 2                     | Jurado                  | Telefe             |
| 2014       | Viudas e hijos del rock and roll       | Ella misma              | Telefe             |
| 2015       | Tu cara me suena 3                     | Jurado                  | Telefe             |
| 2018–2022  | Por el mundo                           | Coconductora invitada   | Telefe             |
| 2021-2023  | Sobredosis de TV                       | Coconductora            | C5N                |

### Radio
Radio Del Plata
- 9 PM
- En ayunas

Radio Rivadavia
- Puente

Rock Pop
- Buenos Aires, una divina comedia
- Johnny Argentino
- Animal de Radio
- Tarde negra
- Mi boca te toca
- Radio portátil
- Negrópolis

Radio La Red
- El ombligo del mundo

Del Plata FM 95.1
- La marca del ratón

Radio Continental
- La venganza será terrible

Aspen 102.3
- Puerta marcada

Radio Nacional
- Black & Toc
- Camino negro

Pop 101.5
- Circo Súper Pop
- La Negra Pop

### Personajes Radiales
Desde sus inicios Elizabeth se destacó por su humor ácido, su natural lenguaje y sus críticas a la sociedad por medio del humor lo cual la catapultó a la fama y mantiene hasta la actualidad con distintos personajes y micros que relatan historias a modo de Crítica Irónica a ciertos mandatos o estereotipos de las sociedad.
Tortillerisima (2000) con Claudia Fontan:
Vernaci interpretaba a "María la Negra" y Claudia a "La Yegua Fontan", dos personajes que relataban una jineteada gaucha lésbica.
ER Emergencias (2001 - 2019) Con Humberto Tortonese y Carlos Barragán
Este micro fue uno de los más afamados del ciclo Tarde Negra, en este, Elizabeth interpretaba una parodia de la Dra. Giselle Rimolo con el mismo nombre, que junto al Dr. Esbarra  (Carlos Barragan)  eran médicos de cabecera de Humberto Tortonesse quién actuaba de sí mismo y sufría el maltrato de sus médicos,
Mirta Ledesma (2011)
Este micro hacia una parodia del programa Te Escucho conducido por Luisa Delfino. Elizabeth interpretaba a Mirta Ledesma una referencia de Nora Perlé y Luisa Delfino, Mirta Ledesma era una locutora de las madrugadas de la Éter con mucha trayectoria que sufría por el cambio de operadores y a menudo hablaba con Osvaldo Guido (Humberto Tortonese) un adulto mayor de 89 años quien acababa de descubrir su sexualidad.
Que Queres Vos? (2011)
Saliendo del Horno (2011) con María Carámbula y Humberto Tortonese
Vernaci interpretaba a Romina, una mujer lesbiana que no podía reconocer su sexualidad frente a su madre (Tortonesse) y estaba en pareja con Sonia (María Carambula).
Cuando su madre interpelaba a Romina invocaba al "Ismael el Santo" su esposo fallecido.
Disputos (2008 - 2021) Con Humberto Tortonese y Carlos Barragán
Vernaci, Tortonesse y Barragan interpretaban a 3 abogados que Vivian numerosos conflictos.
Elizabeth Canosa
Vernaci interpreta a Elizabeth Canosa una parodia de la conductora Viviana Canosa
"Si a la Paz, No a la Guerra" (2022)
Titi, la Numeróloga
Titi es una numerologa y astrologa encarnada por Vernaci, parodia de Pitty la Numeróloga.

## Libros
- Vernaci, Elizabeth (2011). Kilómetros de Negra. Editorial Planeta. ISBN 9789504927563.

## Premios y nominaciones

### Premios Martín Fierro
| Año  | Categoría                          | Trabajo nominado | Resultado |
| ---- | ---------------------------------- | ---------------- | --------- |
| 2004 | Mejor conducción femenina en radio | Tarde negra      | Ganadora  |
| 2005 | Mejor conducción femenina en radio | Tarde negra      | Ganadora  |
| 2007 | Mejor conducción femenina en radio | Tarde negra      | Ganadora  |
| 2008 | Mejor conducción femenina en radio | Tarde negra      | Nominada  |
| 2009 | Mejor conducción femenina en radio | Tarde negra      | Ganadora  |
| 2010 | Mejor conducción femenina en radio | Tarde negra      | Nominada  |
| 2011 | Mejor conducción femenina en radio | Tarde negra      | Nominada  |
| 2012 | Mejor conducción femenina en radio | Tarde negra      | Ganadora  |
| 2013 | Mejor conducción femenina en radio | Negrópolis       | Nominada  |
| 2015 | Mejor conducción femenina en radio | Camino Negro     | Ganadora  |
| 2016 | Mejor conducción femenina en radio | Black & Toc      | Ganadora  |
| 2017 | Mejor conducción femenina en radio | Black & Toc      | Ganadora  |
| 2019 | Mejor conducción femenina en radio | La Negra Pop     | Ganadora  |
| 2019 | Mejor conducción femenina en radio | La Negra Pop     | Ganadora  |
| 2019 | Martín Fierro de Oro en Radio      | La Negra Pop     | Ganadora  |
| 2022 | Mejor Conducción Femenina en Radio | La Negra Pop     | Nominada  |

### Premios Clarín
| Año  | Categoría      | Trabajo nominado | Resultado |
| ---- | -------------- | ---------------- | --------- |
| 2002 | Mujer de Radio | Tarde negra      | Ganadora  |
| 2003 | Mujer de Radio | Tarde negra      | Ganadora  |
| 2004 | Mujer de Radio | Tarde negra      | Ganadora  |
| 2005 | Mujer de Radio | Tarde negra      | Ganadora  |
| 2006 | Mujer de Radio | Tarde negra      | Ganadora  |
| 2009 | Mujer de Radio | Tarde negra      | Ganadora  |

### Premios Éter
| Año  | Categoría                 | Trabajo nominado | Resultado |
| ---- | ------------------------- | ---------------- | --------- |
| 2005 | Conducción femenina en FM | Tarde negra      | Ganadora  |
| 2006 | Conducción femenina en FM | Tarde negra      | Ganadora  |
| 2007 | Conducción femenina en FM | Tarde negra      | Nominada  |
| 2008 | Conducción femenina en FM | Tarde negra      | Ganadora  |
| 2009 | Conducción femenina en FM | Tarde negra      | Ganadora  |
| 2010 | Conducción femenina en FM | Tarde negra      | Ganadora  |
| 2011 | Conducción femenina en FM | Tarde negra      | Nominada  |
| 2012 | Conducción femenina en FM | Negrópolis       | Nominada  |

### Premios Konex
| Año  | Categoría  | Trabajo nominado  | Resultado |
| ---- | ---------- | ----------------- | --------- |
| 2021 | Conducción | Período 2011-2020 | Ganadora  |

## Vida personal
Sus primeros años los vivió en el campo paterno, ubicado en Ranchos (provincia de Buenos Aires). Cuando tenía un año sus padres se separaron y se fue a vivir con su madre y su hermano, al barrio porteño de Floresta, donde creció, cerca del Parque Avellaneda. Realizó sus estudios en el Colegio Nacional N.º 9 Justo José de Urquiza de Flores.
Se conocen algunas relaciones con personas del medio tales como Lalo Mir, Roberto Pettinato, Bobby Flores, Eduardo de la Puente y Leo Montero
En 1999 comenzó una relación con Martín Bonavetti, quien es el padre de su primer hijo, Vicente, nacido el 11 de septiembre de 2002. 
En 2005 empezó una relación con el actor Luciano Castro, el que, con idas y vueltas, terminó a principios de 2009.
Es de público conocimiento la estrecha amistad que mantiene con Marley, Susana Giménez, Lizy Tagliani, Damián Betular y Florencia Peña, entre otros.
Desde finales de los 90 comenzó una importante amistad y "hermandad" como ella lo expresa con el actor Humberto Tortonese con el cual trabaja desde 2001 hasta su salida del programa el 29 de abril de 2022. Juntos llevaron a cabo ciclos como Tarde Negra, Negropolis, Black & Tock y La Negra Pop.
En 2019 fue retirado su programa aire debido a que Rock & Pop 
decisión habría sido motivada por una polémica discusión mediática entre la conductora y Victoria Vanucci, esposa de uno de los propietarios de la emisora en aquel entonces.